# Милано, Феличе
Феличе Милано (итал. Felice Milano, 23 мая 1891, Валентано, Италия — 11 ноября 1915) — итальянский футболист, игравший на позиции защитника. Известный по выступлениям за клуб «Про Верчелли», а также национальную сборную Италии.

## Клубная карьера
Во взрослом футболе дебютировал в 1907 году выступлениями за команду клуба «Про Верчелли», цвета которого и защищал на протяжении всей своей карьеры, которая длилась восемь лет. За это время пять раз завоевывал титул чемпиона Италии.

## Выступления за сборную
В 1912 году дебютировал в официальных матчах в составе национальной сборной Италии. В течение карьеры в национальной команде, которая из-за начала Первой мировой войны длилась всего 2 года, провёл в форме главной команды страны 5 матчей. В составе сборной был участником футбольного турнира на Олимпийских играх 1912 года в Стокгольме.

## Первая Мировая война
Участвовал в Первой мировой войне в качестве пехотного капрала. Погиб 11 ноября 1915 года во время боевых действий на территории современной Словении.

## Титулы и достижения
- Чемпион Италии (5): «Про Верчелли»: 1908, 1909, 1910/1911, 1911/1912, 1912/1913